# جوجه‌کباب

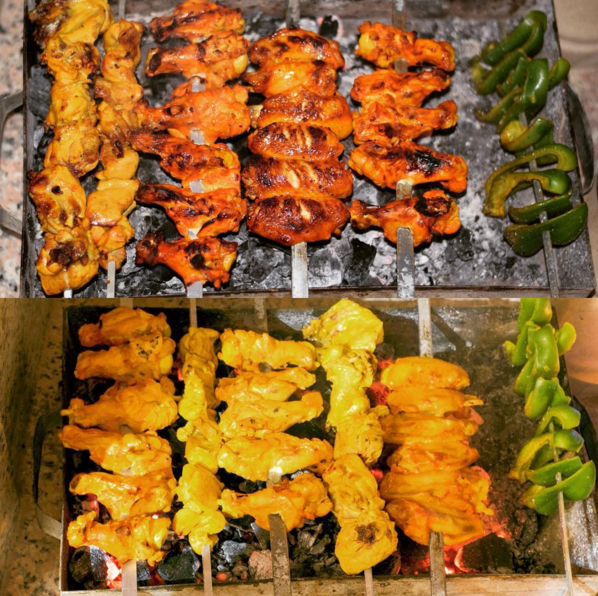
جوجه‌کباب با زغفران، پیش و پس از پختن

جوجه‌کباب یک کباب ایرانی است که از تکه‌های کباب‌شدهٔ مرغ ساخته شده است. این خوراک، گاهی با استخوان است و گاهی بدون استخوان. جوجه‌کباب یکی از روامندترین و پرآوازه‌ترین نمادهای آشپزی ایرانی است. به‌طور معمول در دستور پخت آن، تکه‌های مرغ را در پیاز رنده‌شده، آب لیمو و زعفران می‌خوابانند. این خوراک بیشتر همراه با چلو (برنج) یا نان لواش یا سنگک سرو می‌شود که هر دو از بخش‌های اصلی در آشپزی پارسی سنتی هستند. چلوجوجه بیشتر در رستوران‌ها و جشن‌های مفصل مانند عروسی‌ها سرو می‌شود؛ در هنگامی که جوجه کباب با نان لواش به‌طور معمول در خانه‌ها، کبابی‌ها، پیک‌نیک‌ها یا به عنوان خوراک سفری، خورده می‌شود. اجزای اختیاری دیگر آن نیز شامل گوجه‌فرنگی کباب‌شده، فلفل (کباب‌شده یا خام)، لیموی تازه یا دیگر سبزی‌های پرهوادار در ایران است.

## دستور پخت و نگهداری
در پخت جوجه‌کباب، تکه‌های خردشدهٔ گوشت مرغ را برای مدتی طولانی (نزدیک سه ساعت) در یک کاسهٔ پر از آب‌لیمو، پیاز خردشده، زعفران و دیگر ادویه‌ها می‌ریزند و پس از این‌که گوشت مزه‌دار شد، آن‌ها را به یک سیخ بلند می‌کشند و روی کباب‌پز و با بهره‌گیری از آتش مستقیم، کباب می‌کنند. برای نرم و آب‌دار کردن جوجه، بهتر است تا افزون بر بهره‌گیری از گوشت تازه و غیر یخ‌زده، نخست گوشت در زعفران و آویشن خوابانده شود و سپس با افزودن ادویه، سس مایونز، خردل و اندکی روغن مایع، به مدت ۳ ساعت همراه با پیاز خلالی بماند و در نیم‌ساعت پایانی، آب‌لیمو افزوده گردد. اگر آب‌لیمو زودتر افزوده شود، بافت جوجه را خراب کرده و موجب خشک شدن جوجه‌کباب می‌شود.